# Anna Auvinen
Anna Auvinen (født 2. marts 1987) er en kvindelig finsk fodboldspiller, der spiller midtbane for den italienske Inter Milan i kvindernes Serie A og Finlands kvindefodboldlandshold. Hun har tidligere spillet for de finske ligaklubber FC Honka, Kuopion MimmiFutis og HJK, i Kansallinen Liiga. Hun skiftede i august 2019, til den italienske topklub Inter Milan, hvor hun har spillet siden.
Auvinen debuterede for det finske A-landshold den 7. februar 2017, mod Polen i et 0–1 nederlag.